# Eugenie Dillmann

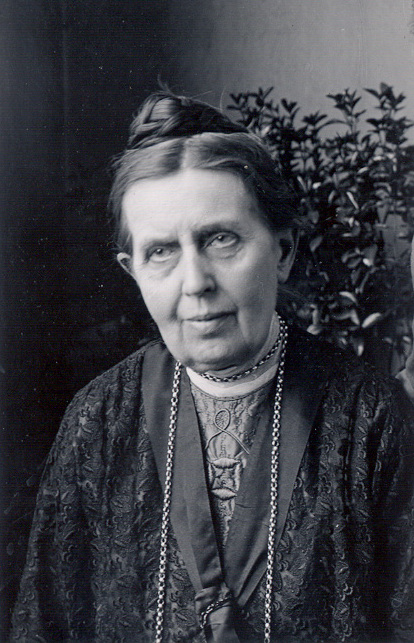
Eugenie Dillmann

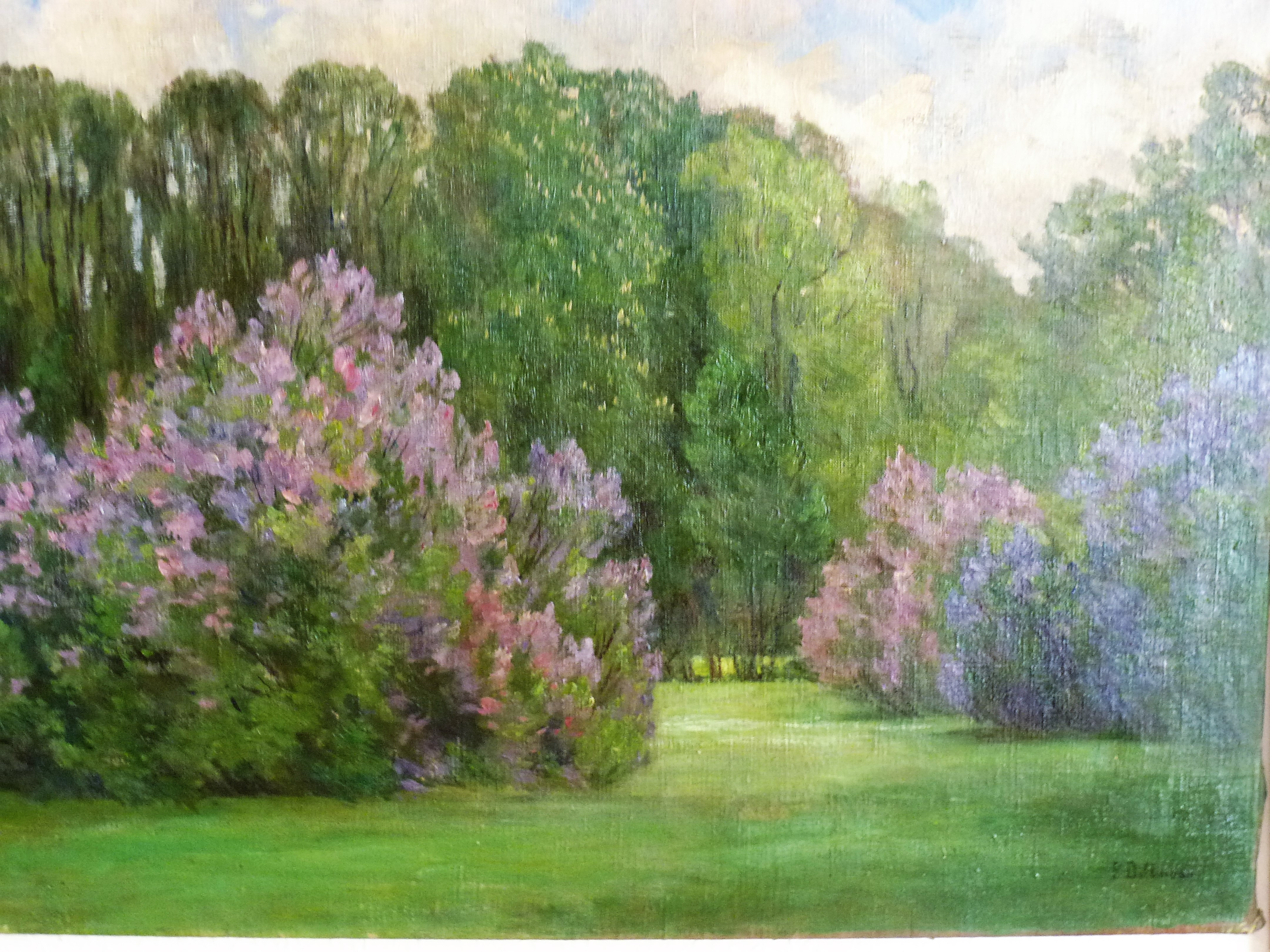
Eugenie Dillmann, Monbijou Park

Eugenie Dillmann, auch Dilmann (* 6. Mai 1858 in Kiel; † 17. Februar 1940 in Berlin) war eine deutsche Malerin und Graphikerin, die vor allem Landschaften malte.

## Leben und Werk
Dillmann war die Tochter des deutschen Orientalisten und Theologen August Dillmann und seiner Frau Mathilde. August Dillmann war als Theologieprofessor an der Universität Berlin tätig. Er war ein Sprachgenie und ein viel gefragter Mann, Einladungen gingen bis an den Kaiserhof. Die beiden Schwestern, die früh verstorbene Julie (Porzellanmalerin) und Elisabeth (Holzschnitzerin), waren auch Künstlerinnen. Eugenie war nicht verheiratet.
Ihre Ausbildung erhielt sie in Berlin in der Zeichen- und Malschule des VdBK bei Julius Jacob dem Jüngeren und in Haimhausen bei Dachau bei Bernhard Buttersack. Parklandschaften, Obstgärten sowie voralpine Wiesen und abgemähte Felder waren ihre Lieblingsmotive. In frühen Jahren malte sie Vorgebirgs- und Gebirgslandschaften aus Bayern, Tirol und der Schweiz, später dann aus der Umgebung von Berlin die stimmungsvollen Gewässer und Seen. In ihren Anfängen malte sie auch Stillleben, noch etwas dem akademischen Stil von 1870 verhaftet. Später dann unter dem Einfluss von Prof. Buttersack in München hatte sie einen lockeren impressionistischen Farbauftrag. Die grüne Natur in ihren zahlreichen feinen Abstufungen wurden ihre bevorzugte Palette.
1904 wurde sie Mitglied im Berliner Lokal-Verein der Deutschen Kunstgenossenschaft. Von 1896 bis 1927 war sie Mitglied im Verein der Berliner Künstlerinnen.

## Gruppenausstellungen
- VdBK-Ausstellungen 1896, 1898, 1901, 1904 und 1906: Landschaft, Menschen